# Gerald Stano
Gerald Eugene Stano, né Paul Zeininger le 12 septembre 1951 et mort exécuté le 23 mars 1998, est un tueur en série américain.

## Biographie
Abandonné par sa mère, il est adopté à l'âge de six mois par le couple Stano.
Durant les années 1970, il a agressé et assassiné de nombreuses adolescentes et jeunes femmes, surtout en Floride ; il admettra avoir commis 41 homicides mais le nombre exact de ses victimes demeure inconnu.
Arrêté en 1980 et condamné à la peine de mort, il est exécuté sur la chaise électrique en 1998 à la prison d'État de Floride,. Ses dernières paroles furent : « Je suis innocent. Je suis effrayé. J'ai été menacé et j'ai été détenu des mois et des mois sans aucune représentation juridique réelle. J'ai avoué des crimes que je n'ai pas commis » (I am innocent. I am frightened. I was threatened and I was held month after month without any real legal representation. I confessed to crimes I did not commit).
Pour son dernier repas, il avait demandé un Delmonico steak (en), des pommes de terre au four avec de la crème aigre et des morceaux de lard, de la salade à la vinaigrette au Bleu (Blue cheese dressing (en)), des haricots de Lima, une baguette de pain, de la crème glacée à la menthe et aux pépites de chocolat, et deux litres de Pepsi-Cola.

## Liste(incomplète)des victimes connues
| Date          | Identité              | Âge | Lieu                  |
| ------------- | --------------------- | --- | --------------------- |
| Mars 1973     | Janine Ligotino       | 19  | Gainesville (FL)      |
| Mars 1973     | Ann Arcendaux         | 17  | Gainesville (FL)      |
| Janvier 1974  | Cathy Lee Scharf      | 17  | Comté de Brevard (FL) |
| Avril 1974    | Barbara Ann Bauer     | 17  | Starke (FL)           |
| Juin 1975     | Susan Basile          | 12  | Port Orange (FL)      |
| Été 1975      | Linda Hamilton        | 16  | Comté de Volusia (FL) |
| Décembre 1975 | Susan Bickrest        | 24  | Comté de Volusia (FL) |
| Janvier 1976  | Nancy Heard           | 24  | Ormond Beach (FL)     |
| Juin 1976     | Ramona Cheryl Neal    | 18  | Daytona Beach (FL)    |
| Novembre 1977 | Mary Kathleen Muldoon | 23  | Daytona Beach (FL)    |
| Été 1978      | Sandra DuBose         | 35  | Cocoa West (FL)       |
| Février 1980  | Toni Van Haddocks     | 26  | Daytona Beach (FL)    |
| Février 1980  | Mary Carol Maher      | 20  | Daytona Beach (FL)    |